# Comuna de Gąbin
Gąbin (polaco: Gmina Gąbin) é uma gminy (comuna) na Polónia, na voivodia de Mazóvia e no condado de Płocki. A sede do condado é a cidade de Gąbin.
De acordo com os censos de 2006, a comuna tem 10 871 habitantes, com uma densidade 74,1 hab/km².

## Área
Estende-se por uma área de 146,71 km², incluindo:
- área agrícola: 68%
- área florestal: 20%

## Demografia
Dados de 30 de Junho 2004:
|                      | Total   | Total | Mulheres | Mulheres | Homens  | Homens |
| -------------------- | ------- | ----- | -------- | -------- | ------- | ------ |
|                      | pessoas | %     | pessoas  | %        | pessoas | %      |
| População            | 10 810  | 100   | 5608     | 51,9     | 5202    | 48,1   |
| Densidade (pop./km²) | 73,7    | 100   | 38,2     | 38,2     | 35,5    | 35,5   |

De acordo com dados de 2002, o rendimento médio per capita ascendia a 1367,24 zł.